# 達雲足球會 (1870年)
達雲足球會（英語：Darwen F.C.）於1870年在英格蘭蘭開夏郡的紡織業重鎮達溫成立的足球俱樂部，見證19世 紀末足球職業化的關鍵轉型。作為北英格蘭足球的先驅，該俱樂部在1880年至1881年英格蘭足總盃中締造歷史，成為首支闖入四強的北部球隊，這場突破不僅撼動以倫敦與中部球隊為主導的足壇格局，更為北英格蘭足球的職業化進程注入動力。1891年，達雲加入新成立的英格兰足球联赛，成為職業聯賽體系首批成員之一，然而隨著工業城鎮經濟起伏與頂級聯賽競爭加劇，俱樂部於1899年退出聯賽，轉而投身地區賽事。
此後百餘年間，達雲紮根於地方聯賽，先後征戰蘭開夏郡聯賽（1900年加入）與西北郡足球甲組聯賽，直至2009年因財務困境解散，結束長達139年的歷史。俱樂部解散後，由球迷發起成立的AFC達雲（AFC Darwen）繼承其精神，延續這座紡織小鎮的足球血脈。

## 歷史

### 19世紀
達雲足球會最初以橄欖球與板球運動為主，直至1875年正式改為足球運動，成為北英格蘭最早成為現代足球的俱樂部之一。1878年10月，達雲在大麥銀行球場（Barley Bank）迎戰布萊克本聯隊，這場劃時代的賽事被認為是足球史上首批使用泛光燈的夜間比賽。儘管達雲以3-0取勝且觀賽反響熱烈，受限於當時技術與成本，此創新直至20世紀才被廣泛應用。  

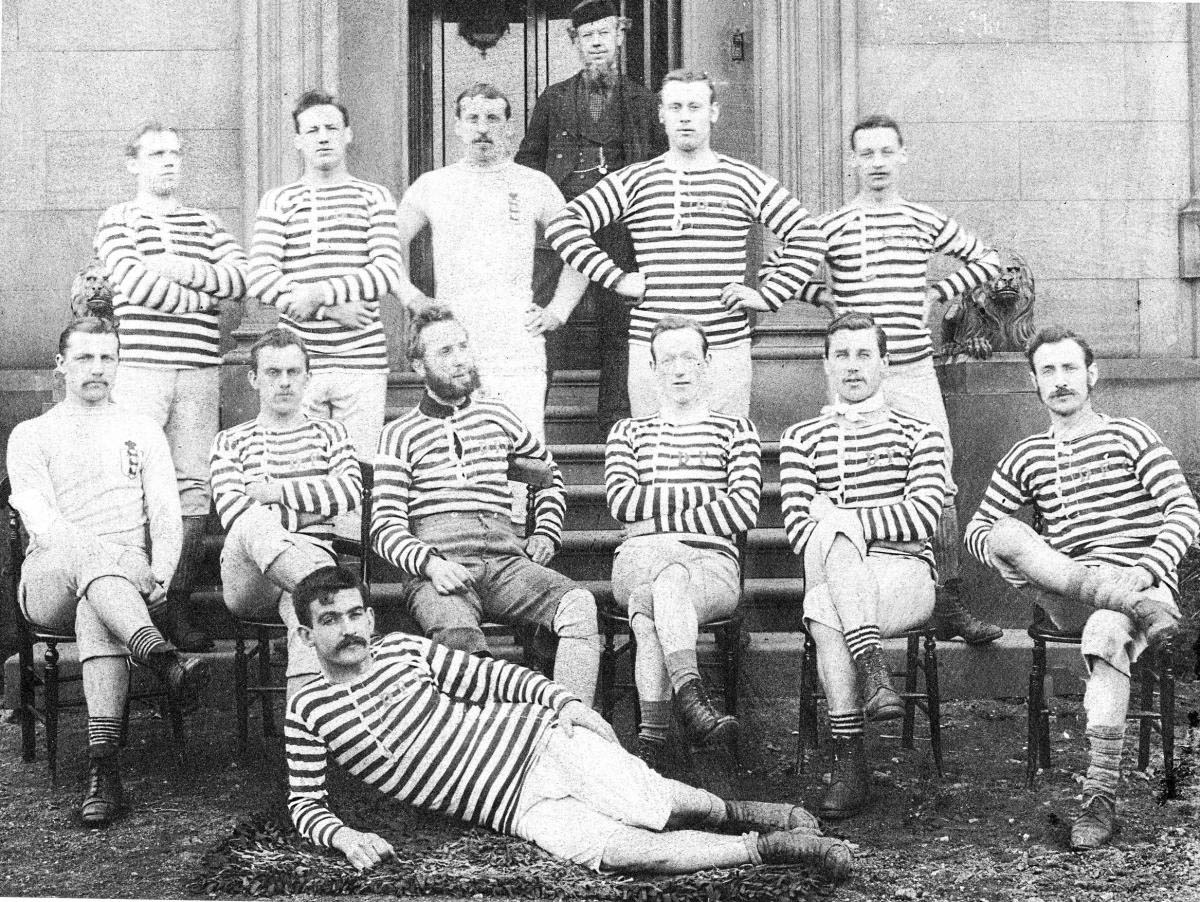
達雲足球會1879–80賽季的球隊照片中，弗吉·蘇特（Fergie Suter）坐在地上。

達雲足球會是第一支來自英格蘭北部球隊在足總盃中取得成功，於1879年闖入八強。他們因簽下兩名職業球員——來自格拉斯哥的費吉·蘇特（Fergie Suter）和吉米·洛夫（Jimmy Love）——而引發爭議，據說他們是以職業球員首次參與英格蘭足球比賽。一家倫敦俱樂部曾提議：「僅由業餘球員組成的球隊（依照委員會制定的規則定義），均不得參加足總盃比賽。」（注意「規則尚待制定」這些字眼，暗示當時並無禁止職業球員的規定。）該提案最終被否決，達雲前往倫敦的橢圓球場，與實力強大的業餘球隊舊伊頓人進行八強賽。他們總共進行了三次比賽，先後以5比5及2比2戰平，最後在第二場重賽中以2比6落敗。
當時的足總盃規定，最後三輪比賽必須在倫敦進行，這項規定在達雲1879年的經歷後被修改，參賽隊伍隨後按地區分組。兩年後的1881年，達爾文更進一步闖入足總盃準決賽，並在八強賽中以15比0大勝羅姆福德（Romford）。
1891年，當英格蘭足球聯盟於1891年擴編至14支球隊時，達雲足球會獲選加入。然而聯盟規定球隊不得擁有相同顏色的球衣，由於諾士郡已採用黑白條紋，達雲便採用鮭魚粉紅色球衣，由此衍生出他們的綽號「鮭魚人」（The Salmoners）。1892年3月，他們以0比12輸給西布罗姆维奇，此分差至今仍是英格蘭頂級聯賽未被超越的紀錄（儘管在1909年，诺丁汉森林以相同比分擊敗李斯特福斯時）。達雲在第一個賽季僅贏得4場，失球高達112顆，平均每場失守4.67次，排名聯賽最後一名，成為第一個在聯盟中降級的俱樂部，降級為 乙組聯賽創始成員。諷刺的是，1891-92賽季的第14名（14支球隊中）仍然是他們在足球聯盟中的最高排名，此後他們再未重返頂級聯賽，直至1899年退出聯盟體系。
1893年，達雲在乙組聯賽以第三名完賽並透過測試賽重返甲組，但1894年再次降級。他們一直留在乙組，直到1899年他們沒有申請連任。達雲隨後在乙組聯賽苦撐五季，期間戰績持續低迷，財務壓力與球員流失加劇了俱樂部的困境。1899年，球隊連續輸了18場比賽，創下聯賽史上最長連敗紀錄，此紀錄至今未被打破（2003年新特蘭以17連敗險些追平），另外失球高達141球仍是聯賽史上最多的紀錄。最終他們選擇不再申請續約，結束長達八年的足球聯盟生涯（其中兩季在甲組聯賽）。
1894年之前，達雲足球會與板球會合併運作，隸屬於達雲足球與板球俱樂部（Darwen Football and Cricket Club）。隨著足球運動的快速發展，板球部門逐漸被邊緣化：1893-94賽季的財務報告顯示，足球部門收入達2,600英鎊，板球部門僅300英鎊，但足球部門卻陷入虧損，而板球部門仍有盈餘。儘管如此，板球部門仍需共同承擔足球部門的債務，最終促使雙方決定分家，成立獨立的達雲足球會與達雲板球會。分家時，俱樂部總債務超過600英鎊，雙方同意通過聯合籌款清償債務。  
為應對持續虧損，達雲足球會於1896年轉型為有限公司，成為早期職業足球俱樂部公司化的案例之一。然而此舉未能扭轉財務困境，球隊戰績持續低迷，收入銳減。  1898-99賽季結束時，達雲足球有限公司因無力償還債務，宣布自願清算（Voluntary Liquidation）。幾乎同時，由地方委員會主導的新俱樂部成立，並加入蘭開夏聯賽（Lancashire League），延續達雲的足球血脈。  
1899年，達雲足球會因大麥銀行球場（Barley Bank）地主拒絕續約，被迫遷至安克球場（Anchor Ground）。這座新主場成為俱樂部在地區聯賽時代的基地，見證其從職業化先驅轉型為地方社區球隊的歷程。

### 20世紀
1900-01賽季，達雲足球會在足總盃中迎戰伍爾維奇兵工廠（Woolwich Arsenal，阿仙奴前身），兵工廠提出支付150英鎊，要求將比賽移至倫敦進行，但達雲堅決拒絕，選擇在安克球場（Anchor Ground）主場作戰，這場比賽吸引了7,000名觀眾湧入安克球場，最終以2比0的比分落敗。
1902年，達雲以不敗戰績贏得蘭開夏聯賽（Lancashire League）冠軍。兩年後球隊加入蘭開夏聯盟，並在此聯賽征戰長達70年，僅在一戰期間短暫中斷。1930年至1933年間，達雲三年內贏得五座獎盃，包括1931年與1932年連續兩屆蘭開夏混合聯賽冠軍。
1931-32賽季足總盃中，達雲在第二輪主場以10,000觀眾見證下擊敗車士打，隨後在第三輪作客挑戰衛冕冠軍阿仙奴，雖以1-11慘敗，但阿仙奴對達雲的體育精神印象深刻，贈送一套紅色球衣，此後達雲幾乎一直沿用這套球衣。接下來的四個賽季，達雲連續闖入足總盃首輪。
1976年，達雲第四度贏得蘭開夏聯賽冠軍後，晉升至柴郡郡級聯賽（Cheshire County League）。1982年，球隊成為英格蘭西北郡足球聯賽創始成員，並在首季贏得聯賽盃冠軍。然而1980年代中期，達雲經歷三次乙組聯賽賽季，戰績起伏不定。1998年，因球場設施未達標，球隊降入乙組聯賽，此後未能重返甲組。
他們四次奪得組合冠軍，在1976年獲得第四個冠軍後，他們加入了更負盛名的切希爾郡聯賽。六年後，1982年，他們成為西北聯賽的創始成員。他們在首個賽季贏得了聯賽盃。他們在20世紀80年代中期在乙級聯賽效力了三年，並於1998年因場地規定再次降級。從那時起，他們一直留在乙級聯賽直到2008-09賽季。

### 21世紀
2003年12月22日，卡爾斯伯·格特利（Carlsberg Tetley）向達雲足球與社交俱樂部（Darwen Football and Social Club）提出清算申請，但俱樂部成功避免破產。然而財務困境並未緩解，2008年4月14日，Bee電台因8,000英鎊廣告費未支付，再次向俱樂部提出清算申請。為挽救俱樂部布萊克本與達雲議會（Blackburn with Darwen Council）計劃收購安克球場，但未能及時解決債務問題。
2009年5月14日，因Thwaites啤酒廠與ING Lease UK拒絕接受每英鎊25便士的債務償還方案，達雲俱樂部在高等法院正式宣告清算，結束長達134年的歷史
。
幾乎同時，一支名為AFC達雲（A.F.C. Darwen）的後繼球隊於2009年5月成立，並加入西蘭開夏聯賽（West Lancashire League），延續達雲鎮的足球血脈。2022年6月，AFC達雲正式更名為達雲足球會（Darwen Football Club），象徵這支歷史悠久的俱樂部重獲新生。

## 競爭對手
19世紀後期，達雲與布萊克本流浪的對決，堪稱英格蘭足球最早的「工業德比」。兩隊同屬蘭開夏郡紡織業城鎮，主場安克球場與伊活公園球場僅相距1.5英里，工人階級社群的地緣矛盾與產業競爭，在綠茵場上化為熾熱敵意，尤其是在1880年費吉·蘇特（Fergie Suter）離開達雲加入布力般流浪後，這種競爭變得更加激烈。
兩隊在比賽中對壘八次，布力般流浪隊贏得七次，達雲贏得一次。隨著布力般流浪的興起和達雲的衰落，這場競爭逐漸平息，兩隊再也沒有交手。

## 聯賽與盃賽紀錄編年史
- 1879-80賽季：首奪蘭開夏郡高級盃（Lancashire Senior Cup），決賽擊敗世仇布萊克本流浪
- 1880-81賽季：英格蘭足總盃四分之一決賽以15-0血洗羅姆福德，創賽史最大分差紀錄之一，並首度闖入四強
- 1889-90賽季：成為英格蘭足球同盟創始成員
- 1891-92賽季：獲選加入英格兰足球联赛，但首季僅列14支球隊末位
- 1892-93賽季：降入新成立的第二級聯賽，隨即通過附加賽（Test Match）重返頂級
- 1893-94賽季：再度降級
- 1899年：因財務壓力退出足球聯賽，結束8年頂級聯賽征途
- 1900年：轉戰蘭開夏郡聯賽（Lancashire League），開啟長達半世紀的地區征戰
- 1901-02賽季：奪得蘭開夏郡聯賽冠軍
- 1903-04賽季：加入蘭開夏聯盟甲組，1905-06賽季獲亞軍（依淨勝球劣勢屈居）
- 1905-06賽季：蘭開夏混合聯賽亞軍
- 1909年：降入蘭開夏混合聯賽乙組
- 1914年：退出蘭開夏混合聯賽
- 1920-21賽季：重返蘭開夏混合聯賽
- 1930-31賽季：贏得蘭開夏混合聯賽冠軍
- 1931-32賽季：再度贏得蘭開夏混合聯賽冠軍
- 1963年：降入蘭開夏混合聯賽乙組
- 1965-66賽季：升回蘭開夏混合聯賽甲組
- 1967年：再度降入乙組
- 1967-68賽季：蘭開夏混合聯賽乙組亞軍
- 1971-72賽季：第三度贏得蘭開夏混合聯賽冠軍
- 1973-74賽季：以淨勝球劣勢屈居蘭開夏混合聯賽亞軍
- 1974-75賽季：第四度贏得蘭開夏混合聯賽冠罕
- 1975-76賽季：加入柴郡郡級聯賽（Cheshire County League）
- 1982-83賽季：成為*西北郡聯賽（North West Counties League）創始成員
- 1984年：降入西北郡聯賽乙組
- 1984-85賽季：因帕迪漢姆（Padiham）扣分而勉強保級
- 1986-87賽季：升回西北郡聯賽甲組
- 1988-89賽季：取得戰後最佳聯賽排名——西北郡聯賽第5名（當時為第8級聯賽）
- 1998年：因球場評級問題降入西北郡聯賽乙組

歷史最佳聯賽排名
- 頂級聯賽時期：1891-92賽季，英格蘭足球聯盟（唯一分組）第14名（共14隊）；或1893-94賽季，甲組聯賽第15名（共16隊）
- 戰後最佳排名：1988-89賽季，西北郡聯賽第5名（第8級聯賽）

## 外部連結
- 官方網站（2007年10月27日存檔）
- Darwen FC 1899–2009數據（於English Football Stats.com）
- 2008年清盤威脅（2016年3月3日存檔）
- 2009年清盤失敗